# كين باتشرخوسيه داتو
خوسيه داتو (بالإسبانية: José Francisco Duato Marín)‏ (Alberic ، فالنسيا، 1958) هو أستاذ وباحث أسباني مُنح الجائزة الوطنية للبحوث Julio Rey Pastor في عام 2009 وجائزة King Jaime I للتقنيات الحديثة في عام 2006. ويستند بحثه بشكل رئيسي إلى مجال شبكات الربط البيني وتطوير دورها كأستاذ كامل في قسم هندسة الحاسبات (DISCA) في جامعة الفنون التطبيقية في فالنسيا.
أول مؤلف لكتاب «شبكات الاتصال البيني: مقاربة هندسية»، الذي نشرته الولايات المتحدة في مطبعة IEEE Computer Society Press في عام 1997 ومورغان كوفمان  في عام 2002. وهو أكثر الكتب المقتبسة عن شبكات الربط البيني في الوجود اليوم (أكثر من 1400 استشهاد). يُستعمل من قبل المهندسين الذين يقومون بتصميم شبكات الربط البيني في الشركات الرائدة في السوق (IBM وCompaq وIntel وSun Microsystems) ولتوفير برامج الدكتوراه، خاصة في الولايات المتحدة.
شارك في تأليف الفصل الخاص بشبكات الربط البيني في الطبعة الرابعة من كتاب «هندسة الكمبيوتر: نهج كمي» بقلم جون هينيسي وديف باترسون. هذا هو الكتاب الأكثر استخدامًا والمستشهد به على هندسة الكمبيوتر المتاحة اليوم (أكثر من 8000 استشهاد في المجموع).
في عام 2009، حصل الأستاذ داتو على الجائزة الوطنية المرموقة "Julio Rey Pastor"، في مجال الرياضيات وتكنولوجيا المعلومات والاتصالات، لمساهماته ذات الأهمية الدولية في مجال شبكات الاتصال البيني ونقل هذه النتائج إلى الصناعة.